# USS America (LHA-6)
USS America (LHA-6) es el primer buque de asalto anfibio clase America de la Armada de los Estados Unidos, y el cuarto buque de guerra estadounidense en ser nombrado en honor al país. 
Fue entregado en la primavera de 2014, en sustitución del USS Peleliu (LHA-5) de la clase Tarawa. 
Su diseño se basa en el USS Makin Island (LHD-8) de la clase Wasp, sin embargo, para permitir más espacio para las instalaciones de aviación, no tiene dique inundable y los espacios médicos son más pequeños. Con un desplazamiento de 45 000, toneladas es tan grande como los portaaviones de otras naciones y podrá cumplir misiones similares cuando se configure con 20 aviones de combate F-35B.
El puerto base original de Estados Unidos era San Diego, California, hasta que en 2019 se cambió a Sasebo, Japón.

## Construcción

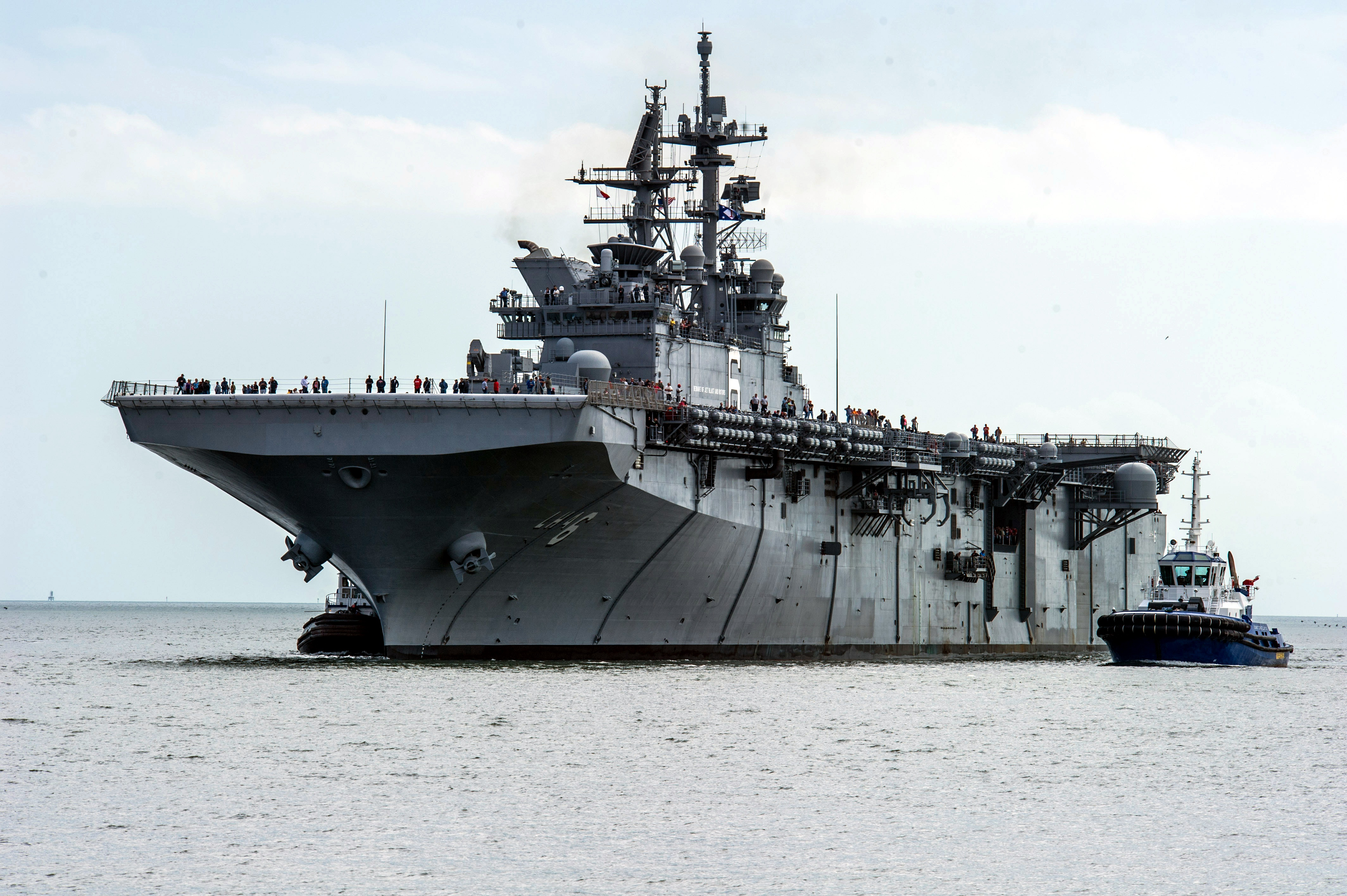
USS America frente a Pascagoula durante sus pruebas de mar, en noviembre de 2013

La Armada de los Estados Unidos otorgó a Northrop Grumman Corporation un contrato de incentivos de 2,4 mil millones de dólares para el diseño y la construcción del LHA-6, principalmente en el astillero de la empresa en Pascagoula, Misisipi. La decisión de producción se hizo en enero del 2006 y la construcción de LHA-6 se inició en diciembre de 2008. El Secretario de la Armada, Donald C. Winter anunció en junio de 2008 que la nave se llamaría America. La quilla se puso en grada el 17 de julio de 2009 con entrega prevista inicialmente para agosto de 2012. La nave fue botada el 4 de junio de 2012, Las pruebas de mar iniciaron el 5 de noviembre de 2013 y finalizaron en febrero de 2014.
El America partió del astillero de Ingalls Shipbuilding en Pascagoula, Misisipi el 11 de julio de 2014, en tránsito hacia su puerto base de San Diego, California. Fue asignado formalmente durante la Fleet Week de San Francisco, California, el 11 de octubre de 2014. En su viaje a San Diego  transitó por el área de responsabilidad del Comando Sur. El buque visitó la Base Naval de la Bahía de Guantánamo (Cuba), Colombia, Brasil, Chile y Perú.

## Historial operativo

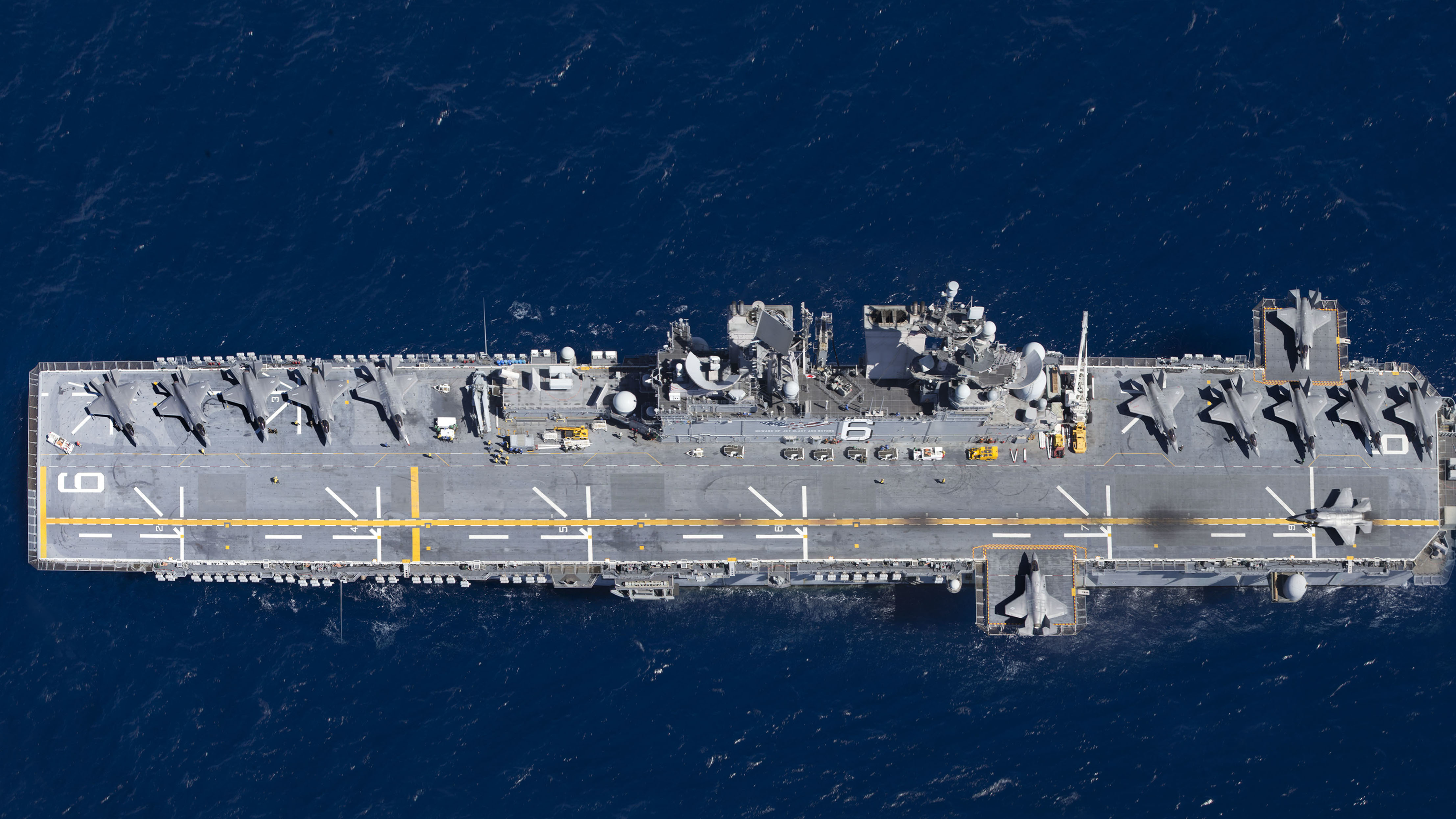
Aviones Lockheed F-35B a bordo del USS America en 2019.

El USS America llegó a Río de Janeiro el 5 de agosto y la prensa local fue invitada a una visita guiada al día siguiente. Llegó a su puerto de origen de San Diego, California, el 15 de septiembre de 2014. Durante las transiciones en América del Sur, la misión de Estados Unidos era conectarse con aliados regionales, realizando ejercicios conjuntos con Colombia, Brasil, Trinidad y Tobago, Uruguay, Chile y Perú que involucran operaciones de seguridad y comunicaciones, así como actividades de coordinación de activos médicos y planificación de misiones. El barco transportaba tres helicópteros SH-60 Seahawk de HSC-21 y cuatro V-22 Ospreys de VMX-22 , que volaron a países y transportaron a distinguidos visitantes al barco. Los planes son embarcar el F-35B JSF para el primer despliegue operativo de Estados Unidos.
El USS América fue enviado el 11 de octubre de 2014 a San Francisco como parte de las actividades de la Semana de la Flota de San Francisco 2014. El Secretario de Marina (SECNAV) Ray Mabus fue el orador principal.
En julio de 2017, Estados Unidos se adjuntó a la 15.ª MEU para el Pacífico Occidental 17-2 (WESTPAC 17-2). [31] Su misión principal era apoyar la Operación Resolución Inherente. Durante su despliegue, los infantes de marina y los marineros a bordo del America acudieron en ayuda del USS John S. McCain (DDG-56) en la base naval de Changi después de la colisión del USS John S. McCain y el Alnic MC. El America brindó servicios de comedor y atraque a los miembros de la tripulación del McCain y apoyó los esfuerzos de control de daños a bordo. America también apoyó las búsquedas de los 10 marineros desaparecidos, todos los cuales finalmente fueron recuperados. Estados Unidos se descompuso en Estados Unidos el 7 de marzo de 2018.
En julio de 2021, Estados Unidos participó en el ejercicio Talisman Sabre 2021 en aguas del noreste de Australia, con más de 17 000 efectivos de Australia y Estados Unidos y fuerzas de Canadá, Japón, Nueva Zelanda, Corea del Sur y el Reino Unido.
En mayo de 2022, America y su grupo de combate anfibio estaban en Sasebo, Japón.

## Galería

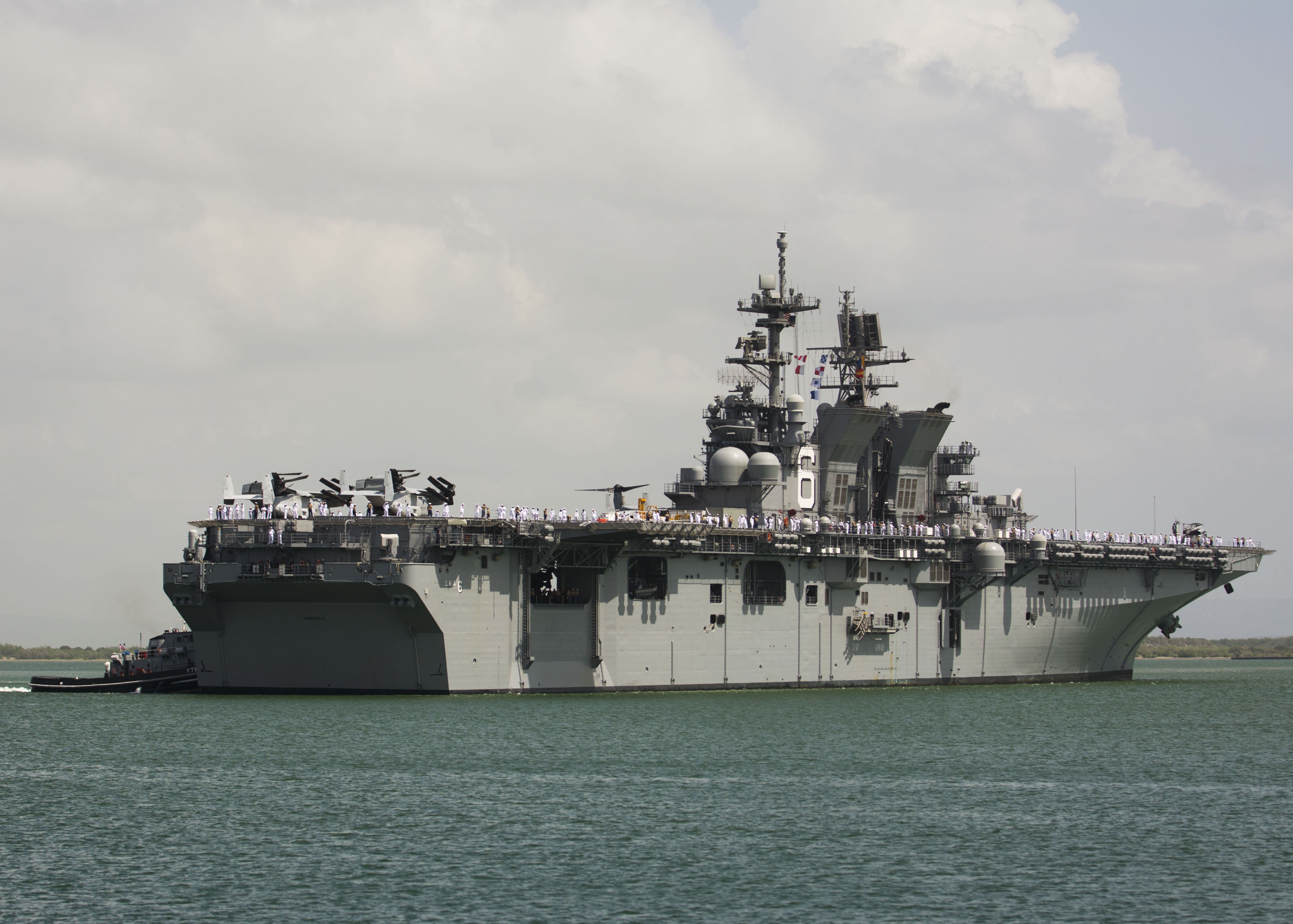
USS America en la Bahía de Guantanmo el 21 de julio de 2014
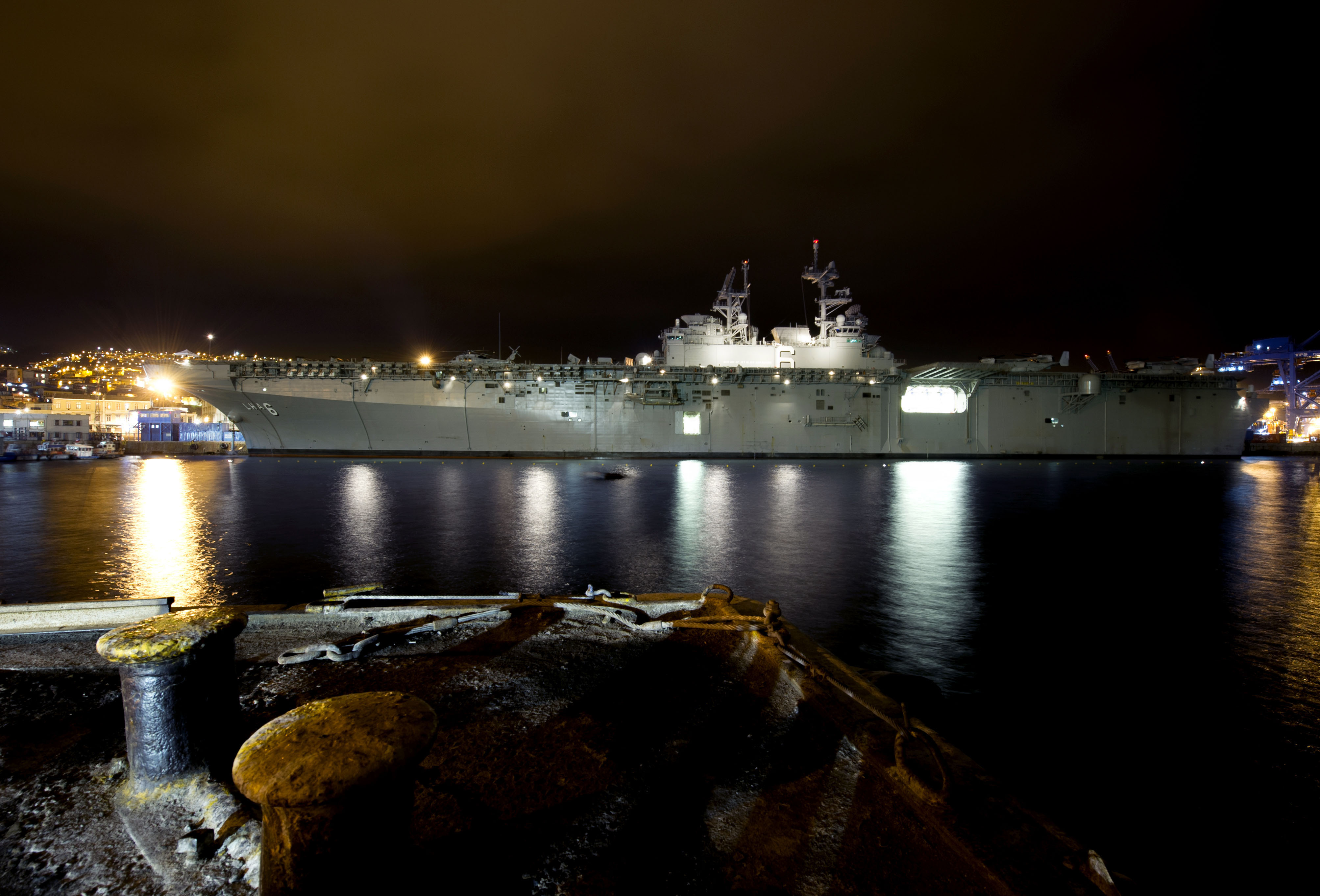
USS America amarrado en Valparaíso, Chile el 27 de agosto de 2014
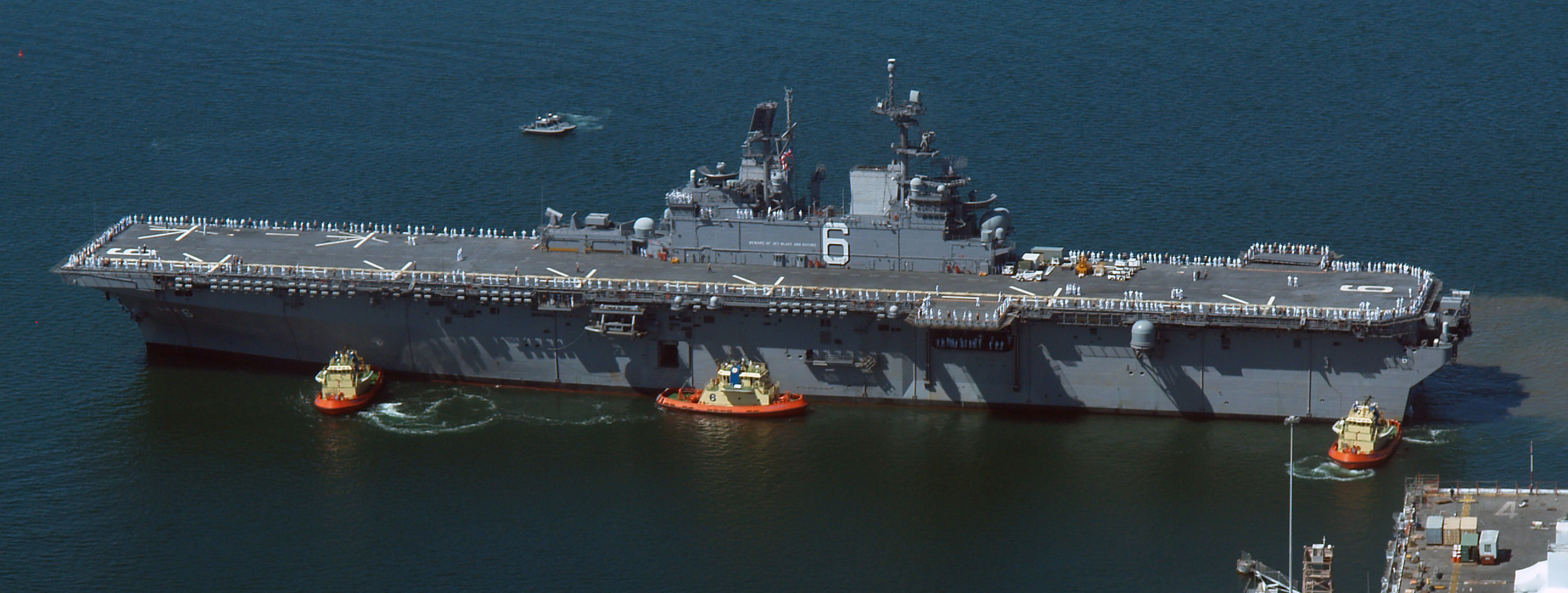
USS America entrando en el puerto de San Diego, California, el 15 de septiembre de 2014
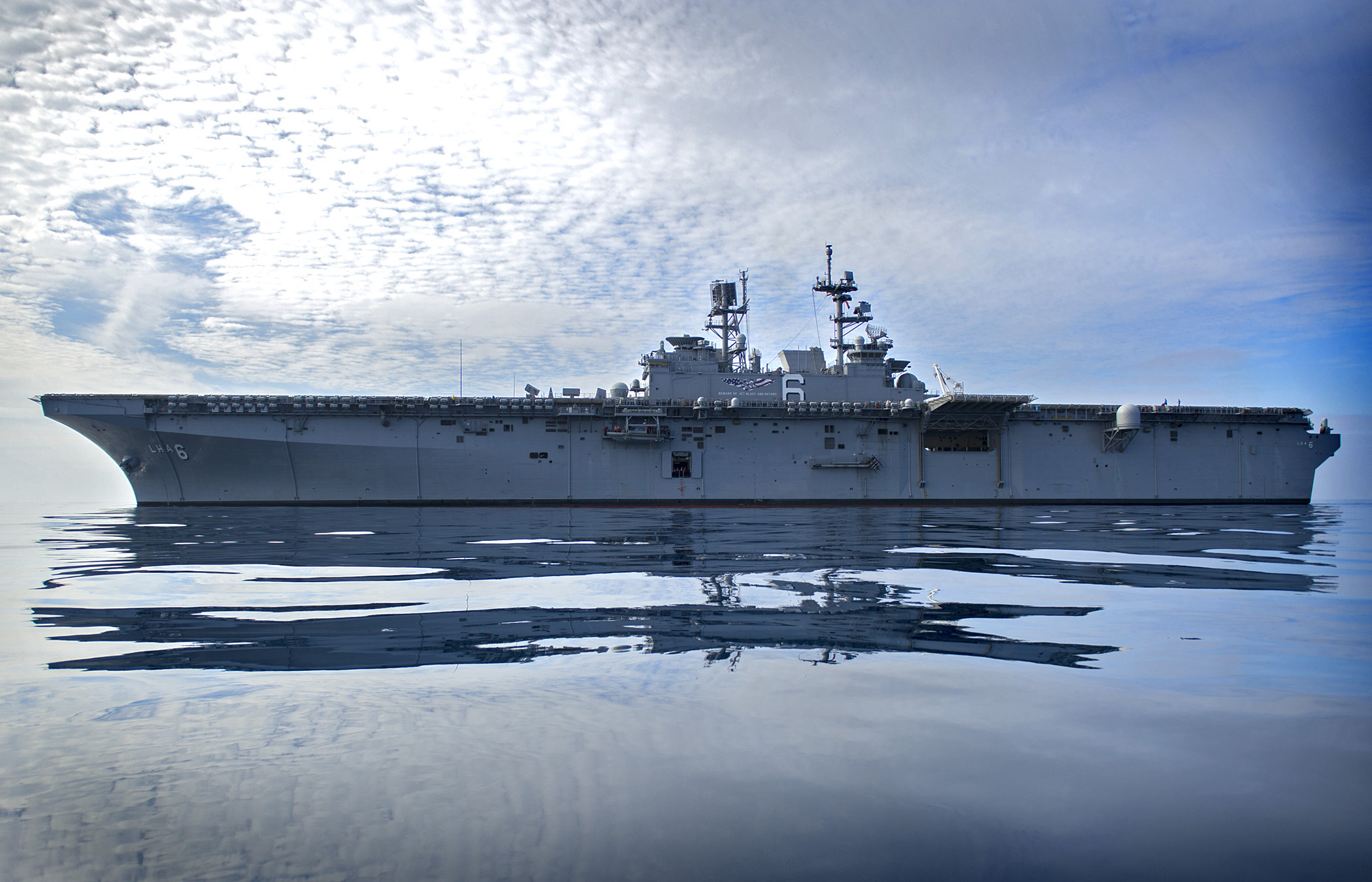
USS America frente a San Diego el 19 de febrero de 2015
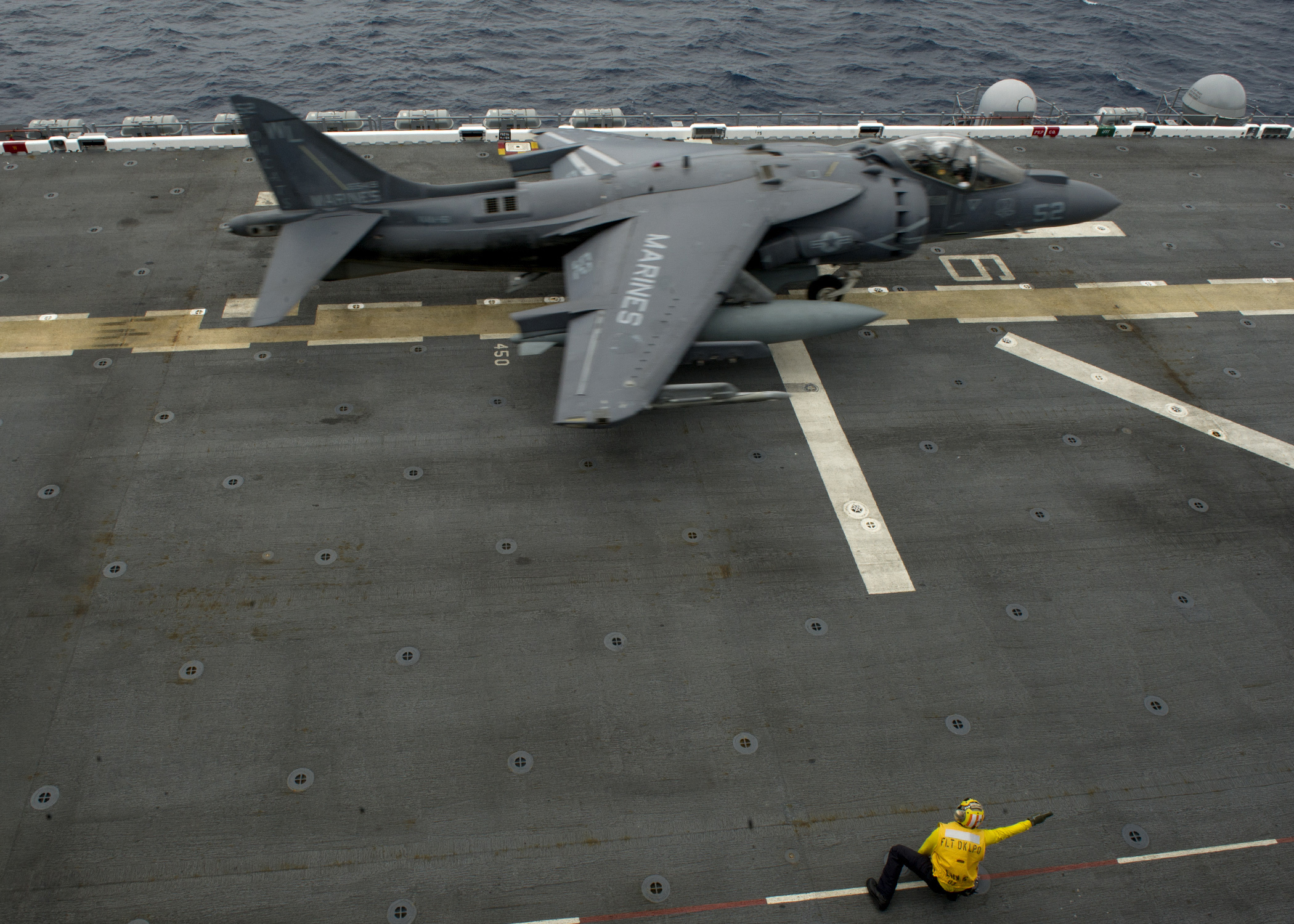
Un AV-8B Harrier de VMA-311 a bordo del USS America el 22 de febrero de 2015
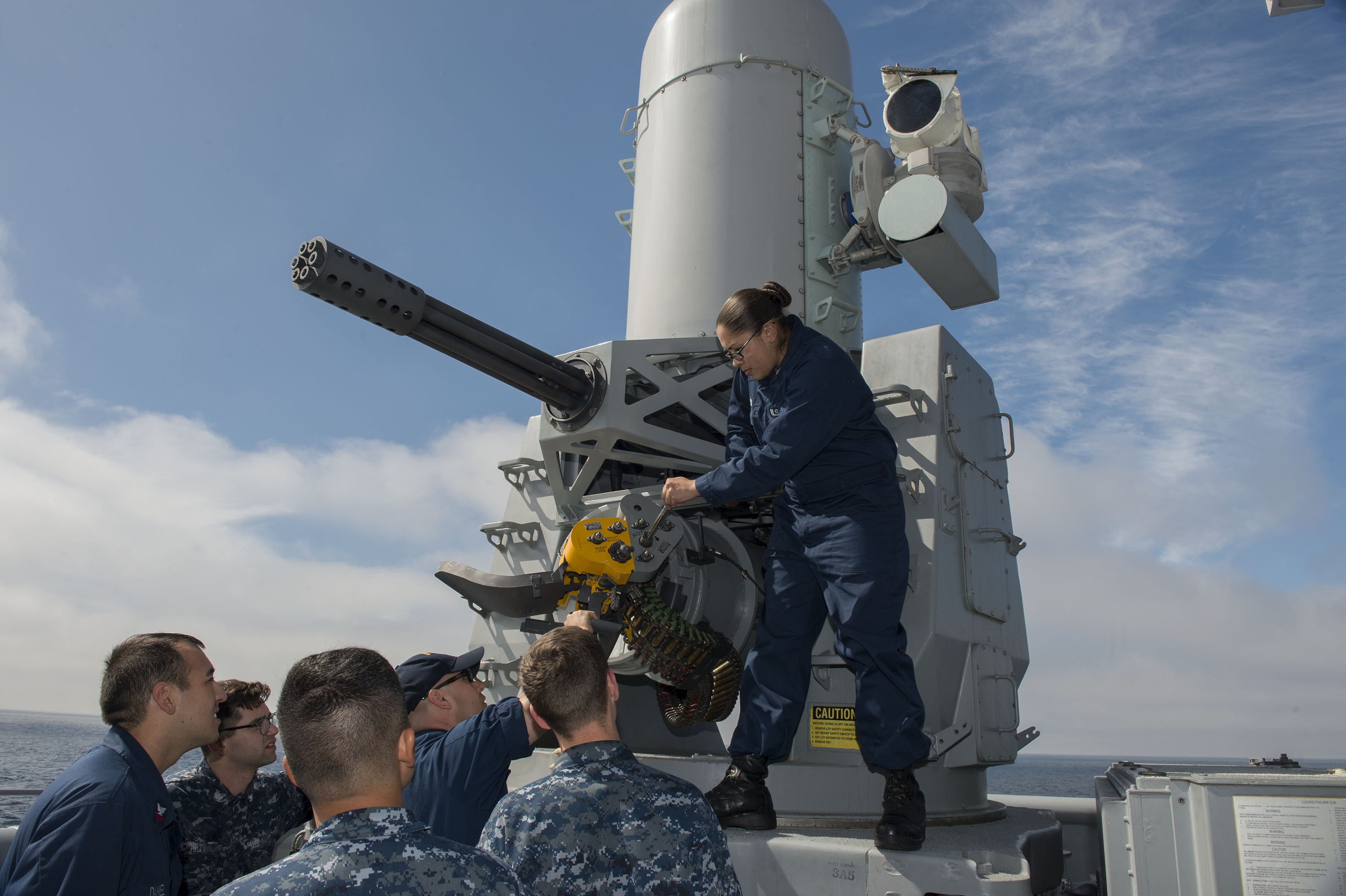
Un Phalanx CIWS del USS America en mantenimiento el 5 de octubre de 2014
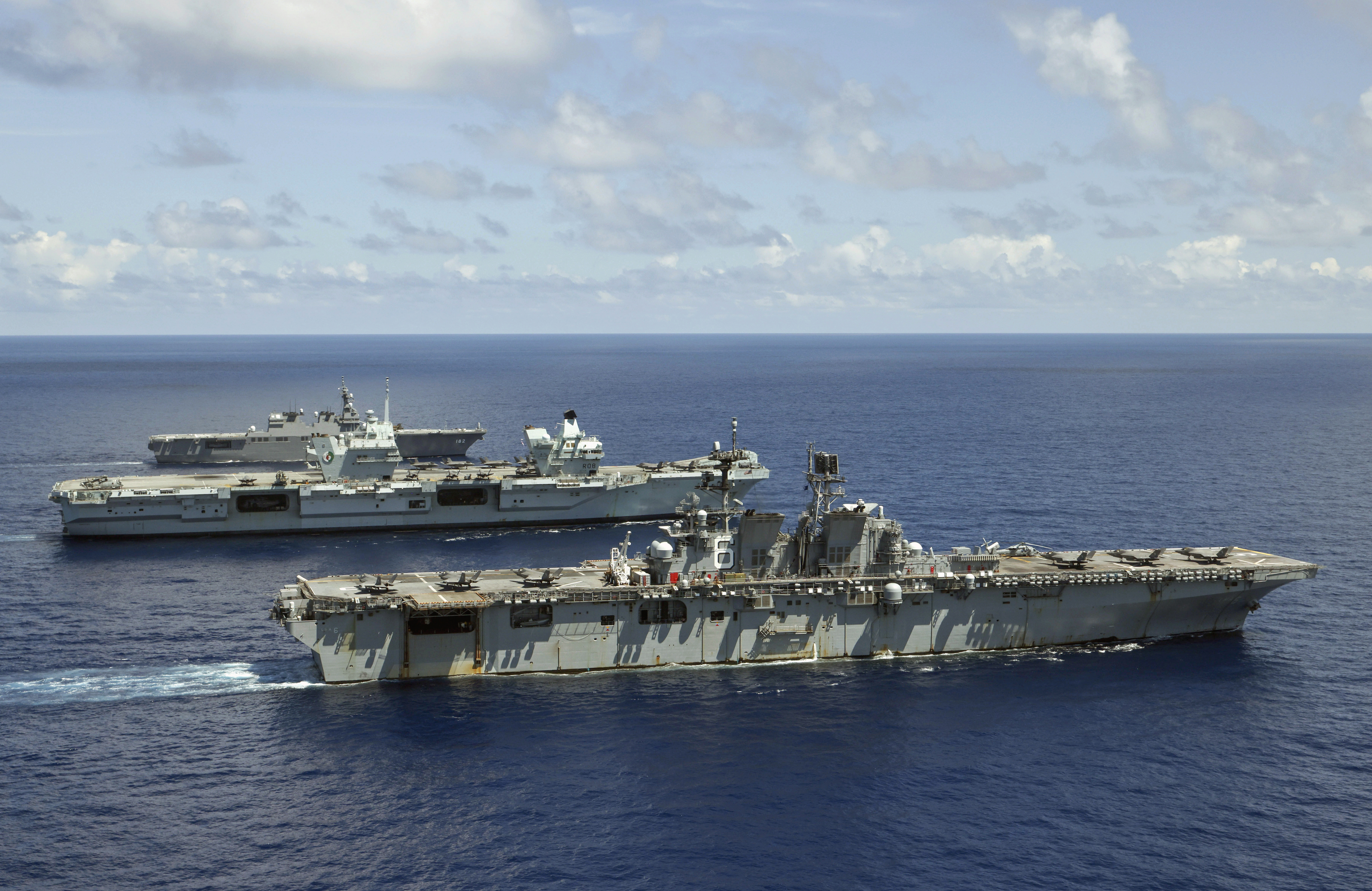
USS America junto con HMS Queen Elizabeth y JS Ise el 24 de agosto de 2021